# Dascillus davidsoni
Dascillus davidsoni är en skalbaggsart som först beskrevs av Leconte 1859.  Dascillus davidsoni ingår i släktet Dascillus och familjen mossbaggar. Inga underarter finns listade i Catalogue of Life.